# Кристиан Ольденбургский
Кристиан Ольденбургский (нем. Christian Nikolaus Udo Peter Herzog von Oldenburg; род. 1 февраля 1955, Растеде, Нижняя Саксония, ФРГ) — титулярный великий герцог Ольденбургский и глава ольденбургского великогерцогского дома с 2014 года.

## Биография
Родился 1 февраля 1955 года в городе Растеде, Нижняя Саксония. Единственный сын герцога Антона-Гюнтера Ольденбургского (1923—2014), и его супруги, принцессы Амели Левенштайн-Вертхайм-Фройденберг (1923—2016). У Кристиана есть старшая сестра, герцогиня Хелена (род. 1953), которая не состоит в браке.
Кристиан Ольденбургский — правнук последнего правящего великого герцога Ольденбургского Фридриха Августа II (1852—1931), правившего в 1900—1918 годах. По материнской линии он находится в родстве с князьями Левештайн-Вертхайм-Фройденберг, морганатической ветви дома Виттельсбахов, родоначальником которых был курфюрст Пфальца Фридрих I Победоносный.
Кристиан Ольденбургский закончил Любекский, Брюссельский и Лозаннский университеты, где изучал экономику и торговлю. В настоящее время Кристиан преподает экономику и торговлю в университете Гамбурга.
3 апреля 1970 года после смерти своего деда Николауса, титулярного великого герцога Ольденбургского (1897—1970), новым главой Ольденбургского великогерцогского дома стал его отец, герцог Антон-Гюнтер Ольденбургский. Кристиан получил титул наследного великого герцога Ольденбургского, то есть наследника титула своего отца.
20 сентября 2014 года после смерти своего отца Антона-Гюнтера Кристиан стал главой Ольденбургского великогерцогского дома с титулом великого герцога Ольденбургского.
Кристиан является секретарем Ассоциации Европейской Геральдики, членами которой также состоят эрцгерцог Георг Габсбург-Лотарингский, герцог Ричард Глостерский и герцог Борвин Мекленбург-Шверинский.

## Брак и дети
26 сентября 1987 года в Пронсторфе (Шлезвиг-Гольштейн) Кристиан Ольденбургский женился на графине Каролине цу Рантцау (род. 10 апреля 1962) , от брака с которой у него четверо детей:
- Герцог Александр Пауль Ганс Каспар Андреас Даниэль Карл Филипп Ольденбургский (род. 17 марта 1990, Любек)
- Герцог Филипп Константин Раймунд Клеменс Ханс Генрих Ольденбургский (род. 28 декабря 1991, Любек)
- Герцог Антон Фридрих Людвиг Ян Венсан Ольденбургский (род. 9 января 1993, Любек)
- Герцогиня Катарина Бибиана Эдвина Изабелла Ольденбургская (род. 20 февраля 1997, Любек)

## Титулы и стили
- 1 февраля 1955 года — 3 апреля 1970 года: «Его Высочество Герцог Кристиан Ольденбургский»
- 3 апреля 1970 года — 20 сентября 2014 года: «Его Королевское Высочество Герцог Кристиан Ольденбургский»
- 20 сентябрь 2014 года — настоящее время: «Его Королевское Высочество Герцог Ольденбургский».

## Награды
- Кавалер Большого Креста Ордена Заслуг герцога Петра-Фридриха-Людвига
- Рыцарь-командор Ордена Святого Михаила и Святого Георгия
- Кавалер Ордена Святого Иоанна Иерусалимского

## Патрилинейная родословная
| Патрилинейная родословная |
| --- |
| 1. Эгильмар I, граф Ольденбург, 1040—1112 2. Эгильмар II, граф Ольденбург, 1108—1142 3. Кристиан I, граф Ольденбург, ?-1167 4. Кристиан II, граф Ольденбург, ?-1233 5. Иоганн I, граф Ольденбург, ок. 1204—1270 6. Кристиан III, граф Ольденбург, 1269—1285 7. Иоганн II, граф Ольденбург, ? — 1315 8. Конрад I, граф Ольденбург, ? — 1367 9. Кристиан V, граф Ольденбург, ок. 1342—1399 10. Дитрих, граф Ольденбург, ок. 1398—1440 11. Кристиан I, король Дании, 1426—1481 12. Фредерик I, король Дании, 1471—1533 13. Адольф, герцог Гольштейн-Готторпский, 1526—1586 14. Иоганн Адольф, герцог Гольштейн-Готторпский, 1575—1616 15. Фридрих III, герцог Гольштейн-Готторпский, 1597—1659 16. Кристиан, герцог Альбрехт Гольштейн-Готторпский, 1641—1695 17. Принц Кристиан Август Гольштейн-Готторпский, 1673—1726 18. Принц Георг Гольштейн-Готторпский, 1719—1763 19. Пётр I (великий герцог Ольденбургский), 1775—1829 20. Август I (великий герцог Ольденбургский), 1783—1853 21. Пётр II (великий герцог Ольденбургский), 1827—1900 22. Фридрих Август II (великий герцог Ольденбургский), 1852—1931 23. Николаус (герцог Ольденбургский), 1897—1970 24. Антон-Гюнтер (герцог Ольденбургский), 1923—2014 25. Кристиан (герцог Ольденбургский), род. 1955 |